# Rue du 19-Mars-1962 (région Rhône-Alpes)
 (février 2025).
Il existe, dans les huit départements français de la région Rhône-Alpes, de nombreux odonymes Rue du 19-Mars-1962, sous diverses graphies, en référence à un événement contemporain majeur survenu à cette date :  le cessez-le-feu du 19 mars 1962, qui marqua la fin de la guerre d'Algérie, au lendemain de la signature des accords d'Évian.
Voir aussi les noms de rues contenant cette même date, sans millésime, dans les pages 19-Mars (odonyme) et Dix-Neuf-Mars (odonyme).

## Liste des communes de la région Rhône-Alpes possédant unerue du 19-Mars-1962
| « Rue (du) 19-Mars-1962 », en France - Région Rhône-Alpes | « Rue (du) 19-Mars-1962 », en France - Région Rhône-Alpes                                                             | « Rue (du) 19-Mars-1962 », en France - Région Rhône-Alpes | « Rue (du) 19-Mars-1962 », en France - Région Rhône-Alpes | « Rue (du) 19-Mars-1962 », en France - Région Rhône-Alpes | « Rue (du) 19-Mars-1962 », en France - Région Rhône-Alpes |
| Région : Rhône-Alpes—8 départements—Plus de 141 odonymes dans les 2879 communes de cette région, au 14 septembre 2014 | Région : Rhône-Alpes—8 départements—Plus de 141 odonymes dans les 2879 communes de cette région, au 14 septembre 2014 | Région : Rhône-Alpes—8 départements—Plus de 141 odonymes dans les 2879 communes de cette région, au 14 septembre 2014 | Région : Rhône-Alpes—8 départements—Plus de 141 odonymes dans les 2879 communes de cette région, au 14 septembre 2014 | Région : Rhône-Alpes—8 départements—Plus de 141 odonymes dans les 2879 communes de cette région, au 14 septembre 2014 | Région : Rhône-Alpes—8 départements—Plus de 141 odonymes dans les 2879 communes de cette région, au 14 septembre 2014                                                                                                |
| 01 - Ain 14 sur 419 communes | 07 - Ardèche 8 sur 339 communes                                                                                       | 26 - Drôme 15 sur 369 communes | 38 - Isère 57 sur 533 communes | 42 - Loire > 32 sur 327 communes | 69 - Rhône > 14 sur 293 communes |
| --- | --- | --- | --- | --- | --- |
| 1. Valserhône (Bellegarde-sur-Valserine) 2. Bourg-en-Bresse 3. Valserhône (Châtillon-en-Michaille) 4. Châtillon-sur-Chalaronne 5. Feillens 6. Frans 7. Jassans-Riottier 8. Montréal-la-Cluse 9. Montrevel-en-Bresse 10. Oyonnax 11. Saint-Denis-en-Bugey 12. Sainte-Julie 13. Villars-les-Dombes 14. Vonnas | 1. Alba-la-Romaine 2. Annonay 3. Beauchastel 4. Flaviac 5. Labégude 6. Serrières 7. Le Teil 8. La Voulte-sur-Rhône    | 1. Aouste-sur-Sye 2. Bourg-de-Péage 3. Chabeuil 4. Chatuzange-le-Goubet 5. Die 6. Génissieux 7. Hostun 8. Livron-sur-Drôme 9. Malissard 10. Montélimar 11. Portes-lès-Valence 12. Puy-Saint-Martin 13. Romans-sur-Isère 14. Saillans 15. Saint-Donat-sur-l'Herbasse | 1. Apprieu 2. Les Avenières 3. Badinières 4. Barraux 5. Beaurepaire 6. Biol 7. Le Bourg-d'Oisans 8. Bourgoin-Jallieu 9. Champ-sur-Drac 10. Chasse-sur-Rhône 11. Clonas-sur-Varèze 12. Crémieu 13. Crolles 14. Diémoz 15. Échirolles 16. Eclose 17. Eybens 18. Fontaine 19. Grenoble 20. L'Isle-d'Abeau 21. Jarrie 22. Luzinay 23. Moirans 24. Montferrat 25. Noyarey 26. Pont-de-Chéruy 27. Le Pont-de-Claix 28. Pont-en-Royans 29. Pontcharra 30. Renage 31. Rives 32. Roche 33. Roussillon 34. Roybon 35. Sablons 36. Saint-Égrève 37. Saint-Geoire-en-Valdaine 38. Saint-Jean-de-Soudain 39. Saint-Just-Chaleyssin 40. Saint-Martin-d'Hères 41. Saint-Marcellin 42. Saint-Maurice-l'Exil 43. Saint-Ondras 44. Saint-Romans 45. Saint-Sauveur 46. Saint-Savin 47. Saint-Victor-de-Morestel 48. Salaise-sur-Sanne 49. Sassenage 50. Seyssins 51. La Sône 52. La Tour-du-Pin 53. Tullins 54. Valencin 55. Vézeronce-Curtin 56. Vif 57. Vinay 58. Vizille | 1. Andrézieux-Bouthéon 2. Bonson 3. Bussières 4. Le Chambon-Feugerolles 5. Chazelles-sur-Lyon 6. Cuzieu 7. Estivareilles 8. Feurs 9. Firminy 10. Mably 11. Marclopt 12. Planfoy 13. Pouilly-sous-Charlieu 14. Régny 15. La Ricamarie 16. Riorges 17. Rive-de-Gier 18. Saint-Bonnet-le-Château 19. Saint-Chamond 20. Saint-Cyprien 21. Saint-Just-en-Chevalet 22. Saint-Laurent-la-Conche 23. Saint-Marcellin-en-Forez 24. Saint-Martin-la-Plaine 25. Saint-Maurice-en-Gourgois 26. Saint-Priest-en-Jarez 27. Saint-Romain-le-Puy 28. Sorbiers 29. Sury-le-Comtal 30. Veauche 31. Villars 32. Vougy | 1. Bourg-de-Thizy 2. Bron 3. Communay 4. Condrieu 5. Messimy 6. Millery 7. Mions 8. Saint-Fons 9. Saint-Symphorien-d'Ozon 10. Saint-Symphorien-sur-Coise 11. Thurins 12. Vaugneray 13. Vaulx-en-Velin 14. Vénissieux |
| 73 - Savoie 1 sur 305 communes | 74 - Haute-Savoie 0 sur 294 communes                                                                                  | | | | |
| 1. Chamoux-sur-Gelon | Pas de telle rue répertoriée dans ce département                                                                      | | | | |

## Sources principales
Géolocalisées
- maps.google.fr Google Maps
- geoportail.gouv.fr Géoportail
- openstreetmap.org OpenStreetMap
- viamichelin.fr ViaMichelin

Non géolocalisées
- rue-ville.info Rues de la ville